# バーチ・ディ・ダーマ
バーチ・ディ・ダーマ (イタリア語: baci di dama) は、ピエモンテ州トリノ発祥のチョコレートをクッキー生地でサンドしたイタリアの焼き菓子。「貴婦人のキス」を意味し、クッキー生地を唇になぞらえ名付けられている。

## 歴史

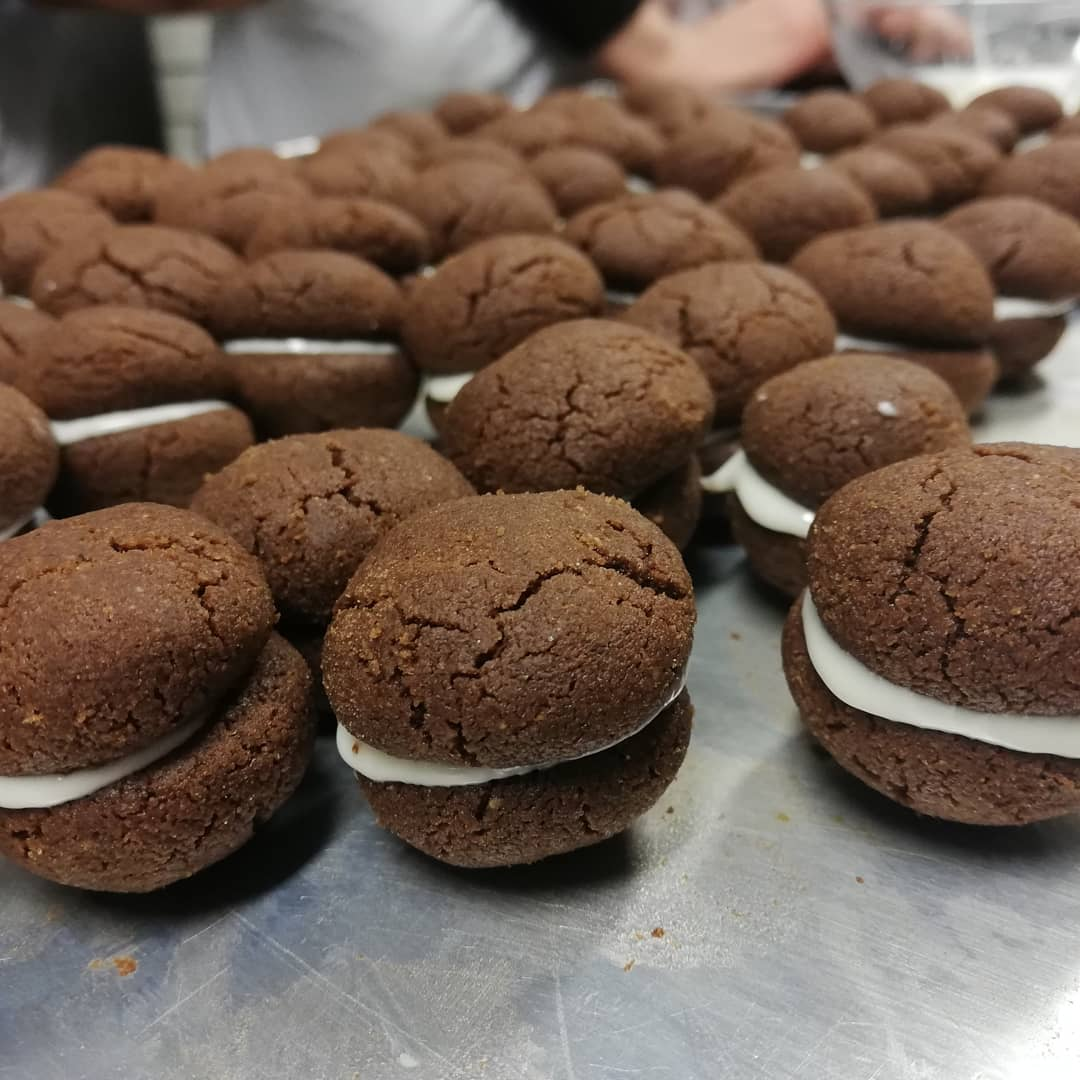
チョコレート生地のバーチ・ディ・ダーマ

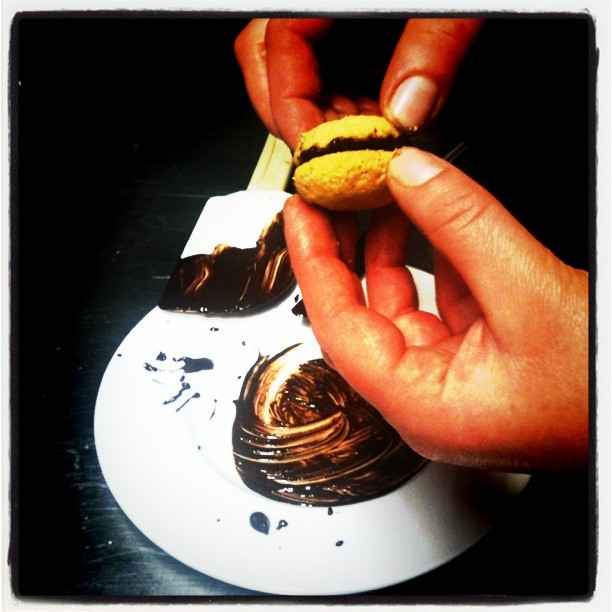
バーチ・ディ・ダーマの調理風景

バーチ・ディ・ダーマは旧イタリア王国の首都であったトリノ発祥であり、当時はピエモンテ州の特産品であったヘーゼルナッツを用いて作られたアマレッティという焼菓子にチョコレートを挟んだお菓子である。。
バーチ・ディ・ダーマの起源には様々な説が存在し、一説では、16世紀にカトリーヌ・ド・メディシスがアンリ2世のもとへ輿入れする際にバーチ・ディ・ダーマの原型であったアマレッティをフランスに持ち込み、マカロンになったと言われている。
また旧イタリア王国、最後の国王であった ヴィットーリオ・エマヌエーレ2世が好んだこともあり、イタリアとヨーロッパの王族に広く好まれたとされている。